# Elements de criticitat tecnològica
Moltes aplicacions tècniques avançades, com la producció d'energia neta, les comunicacions o la informàtica, utilitzen noves tecnologies que utilitzen nombrosos elements químics. Com a resultat, avui estem utilitzant una proporció molt major de metalls de la taula periòdica que en el passat. Per a alguns d'aquests elements químics (que en aquest context es denominen Elements de criticitat tecnològica, o TCE en les seves sigles angleses), s'ha produït una sorprenent acceleració de l'ús. El concepte de TCE està relacionat amb el grau en què un element es considera crític. La criticitat està relacionada amb l'escassetat, que, al seu torn, està relacionada amb desequilibris entre oferta i demanda. Diversos intents d'avaluació d'aquesta criticitat han tingut lloc en els últims anys. En la majoria dels casos, aquestes avaluacions utilitzen una matriu de dos paràmetres amb definicions lleugerament diferents, però que en general inclouen el risc de subministrament i la vulnerabilitat a la restricció d'aquest subministrament. El conjunt d'elements generalment considerats com TCE varia segons la font, però solen incloure: les terres rares, els elements del grup del platí (platí, pal·ladi, rodi, iridi, osmi i ruteni), el beril·li, el cobalt, el gal·li, el germani, l'indi, el liti, el niobi, el tàntal, el tel·luri, l'antimoni i el tungstè.
Altres termes similars utilitzats en la literatura són: Elements crítics, Materials crítics, Matèries primeres crítiques, Elements de criticitat energètica i Elements de seguretat.
L'acció europea COST TD1407 ha creat una xarxa de científics que treballen i s'interessen en els TCE, sigui des d'una perspectiva ambiental o possibles amenaces per a la salut humana.